# L'Ascension de la rosière
L'Ascension de la rosière, estrenat als Estats Units com Honeymoon in a Balloon i al Regne Unit com The Ascension of a Communicant, és un curtmetratge mut francès de 1908 dirigit per Georges Méliès. La pel·lícula ara es considera perduda.

## Trama

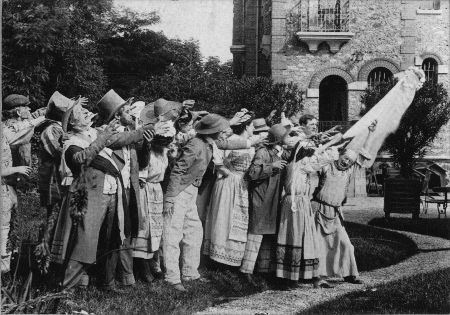
Els espectadors persegueixen el globus en una altra producció fotogràfica

En un festival de la Festa dels maigs, una jove núvia és coronada com la Reina de maig. El seu nuvi decideix agafar un vol amb un globus que s'ha instal·lat en un recinte firal proper. La núvia, corrent per unir-se a ell, arriba just quan el globus s'enlaira; no pot ficar-se del tot a la cistella, queda atrapada per l'àncora del globus mentre flota entre els núvols. Els espectadors, en adonar-se del que ha passat, s'estan fugint per seguir el ritme del globus, però la seva persecució agitada resulta inútil. La núvia i el globus fan un aterratge accidental pel sostre d'una gran sala, on l'alcalde de la ciutat i els seus dignes estan celebrant un banquet. Finalment, la parella es retroba i la núvia té la seva corona de flors de la reina de maig restaurada mentre tots celebren la conclusió segura de l'aventura.

## Estrena
La pel·lícula va ser estrenada per la Star Film Company de Méliès i està numerada 1347–1352 als seus catàlegs. Actualment es presumeix perduda.